# Porchères
Porchères är en kommun i departementet Gironde i regionen Nouvelle-Aquitaine i sydvästra Frankrike. Kommunen ligger i kantonen Coutras som tillhör arrondissementet Libourne. År 2022 hade Porchères 876 invånare.

## Befolkningsutveckling
Antalet invånare i kommunen Porchères
Referens:INSEE